# Plumularia spirocladia
Plumularia spirocladia is een hydroïdpoliep uit de familie Plumulariidae. De poliep komt uit het geslacht Plumularia. Plumularia spirocladia werd in 1930 voor het eerst wetenschappelijk beschreven door Totton. 